# Động mạch giáp trên
Động mạch giáp trên xuất phát từ động mạch cảnh ngoài ngay phía trên sừng lớn của xương móng và tận cùng ở tuyến giáp.

## Cấu trúc
Từ chỗ xuất phát ở dưới bờ trước của cơ ức đòn chũm, động mạch giáp trên chạy lên phía trên và ra trước một đoạn ngắn trong tam giác cảnh, ở đây nó được che phủ bởi da, cơ bám da cổ, và cân cơ; sau đó nó vòng xuống bên dưới cơ vai móng, cơ ức móng, và cơ ức giáp.
Bờ trong của động mạch giáp trên là cơ khít hầu dưới và nhánh ngoài của thần kinh thanh quản trên.

## Các nhánh
Động mạch chia các nhánh nhỏ tới các cơ lân cận, và nhiều nhánh đến tuyến giáp, nối với động mạch giáp trên đối bên, và với các động mạch giáp dưới. Nhánh đến tuyến giáp được chia làm hai. Nhánh lớn đến cung cấp máu chủ yếu cho mặt trước của tuyến giáp; và tại eo tuyến giáp nối với nhánh tương ứng của động mạch đối bên. Nhánh thứ hai đi xuống trên mặt sau của tuyến và nối với động mạch giáp dưới.
Ngoài các nhánh đến cơ và tuyến giáp, các nhánh khác của động mạch giáp trên bao gồm:
- Nhanh dưới xương móng (hay động mạch xương móng): một động mạch nhỏ chạy dọc theo bờ dưới của xương móng nằm bên dưới cơ cơ giáp móng. Động mạch này nối với nhánh dưới xương móng của động mạch đối bên. Nhánh dưới xương móng là do cung động mạch thứ hai tạo thành.
- Nhánh cơ ức đòn chũm chạy xuống dưới và băng ngang qua bao của động mạch cảnh chung, cấp máu cho cơ ức đòn chũm và các cơ kế cận và da; nó thường xuất phát như là một nhánh riêng rẽ của động mạch cảnh ngoài.
- Động mạch thanh quản trên đi cùng với nhánh thanh quản trong của thần kinh thanh quản trên, bên dưới cơ giáp móng.  Cùng với thần kinh thanh quản trong, động mạch này đi xuyên qua màng giáp móng, và cấp máu cho các cơ, niêm mạc, và các tuyến của thanh quản, nối với nhánh của động mạch đối bên.
- Động mạch nhẫn giáp cấp máu cho thanh quản. Đường đi của động mạch này thay đổi có thể ở trên hoặc nằm sâu dưới cơ ức giáp. Nếu nắm trên, nó có thể đi song hành với các nhánh của quai cổ, và nếu nằm sâu nó có thể liên quan đến thần kinh thanh quản ngoài. Động mạch này có thể nối với động mạch đối bên và các nhánh động mạch thanh quản.

## Ý nghĩa lâm sàng
Động mạch giáp trên nên được cột khi tiến hành phẫu thuật cắt giáp. Nếu động mạch này bị tổn thương nhưng chưa được cột, đó sẽ chảy máu nhiều. Để kiểm soát chảy máu, phẫu thuật viên có thể cần phải mở rộng vết rạch da ban đầu sang bên cổ để tiếp cận được nơi xuất phát từ động mạch cảnh ngoài và cột động mạch giáp trên tại đây.

## Hình ảnh

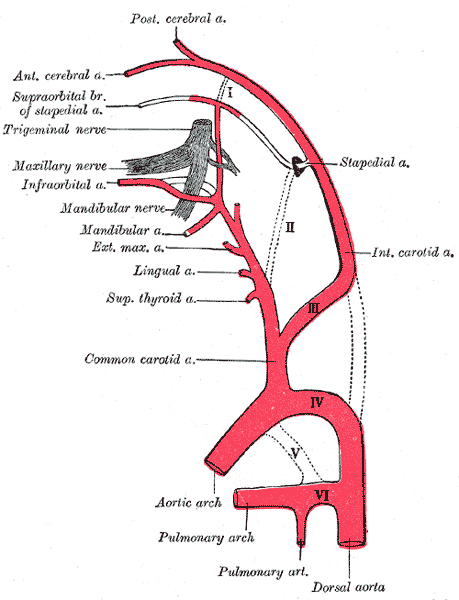
Biểu đồ cho thấy các nhánh của động mạch cảnh.
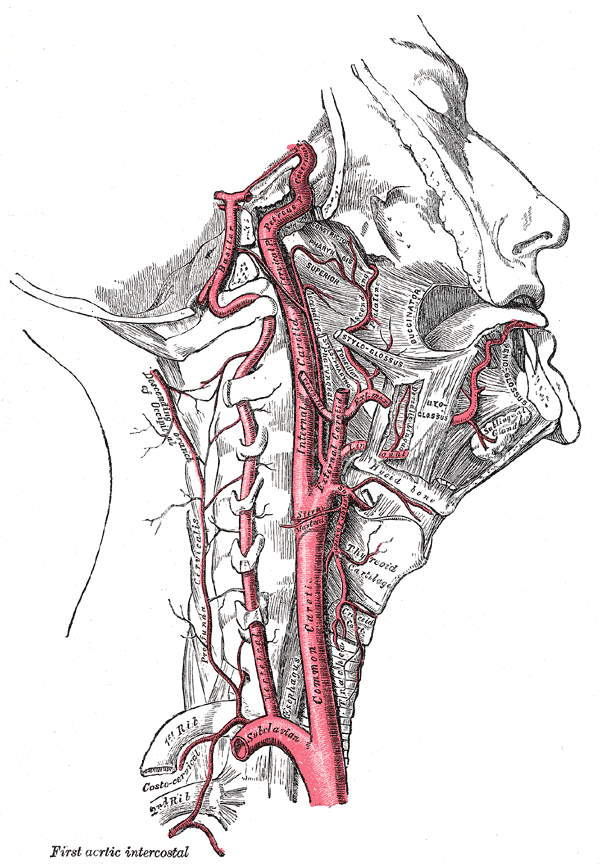
Các động mạch cảnh trong và động mạch đốt sống. Mặt phải. (Động mạch giáp trên ở giữa.)
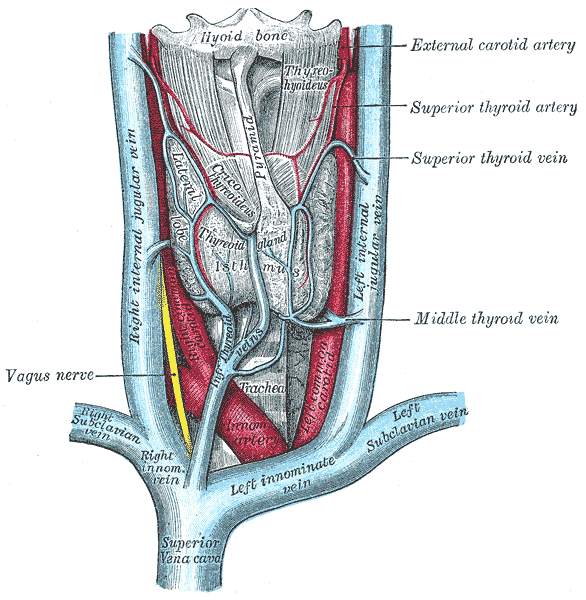
Tuyến giáp và các cấu trúc liên quan.
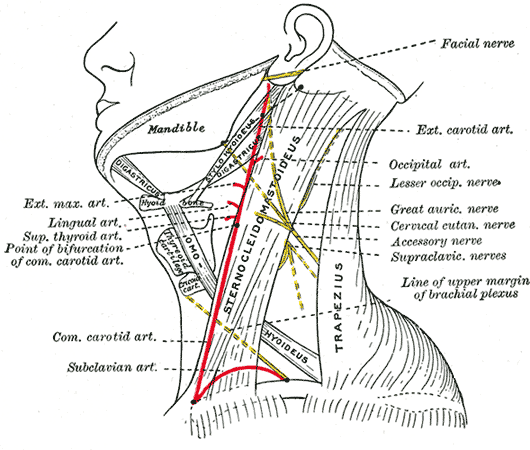
Side of neck, showing chief surface markings.
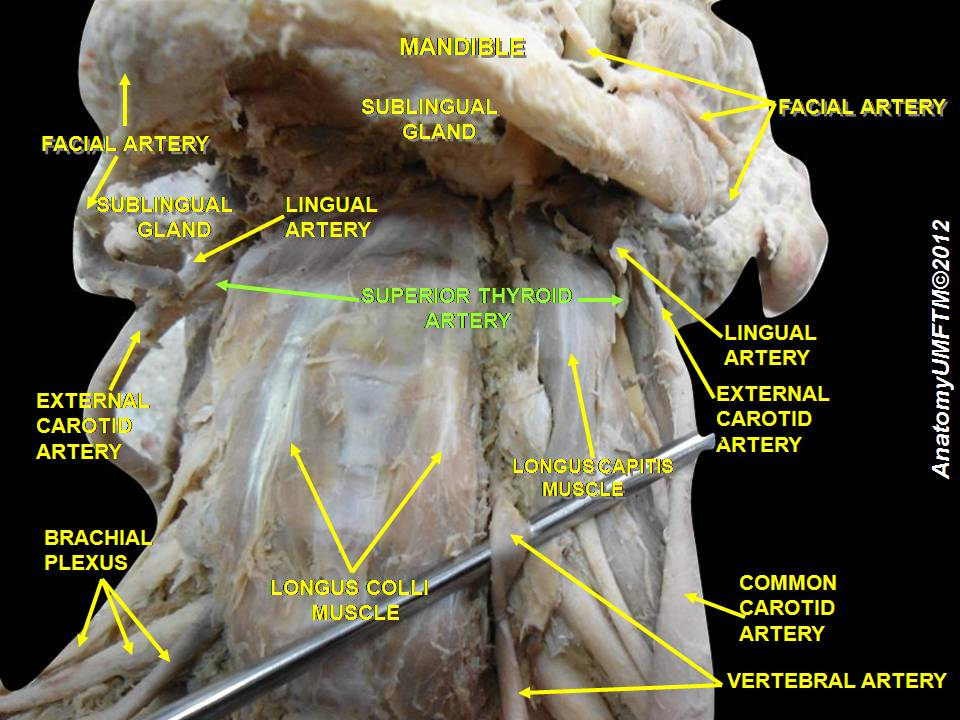
Động mạch giáp trên
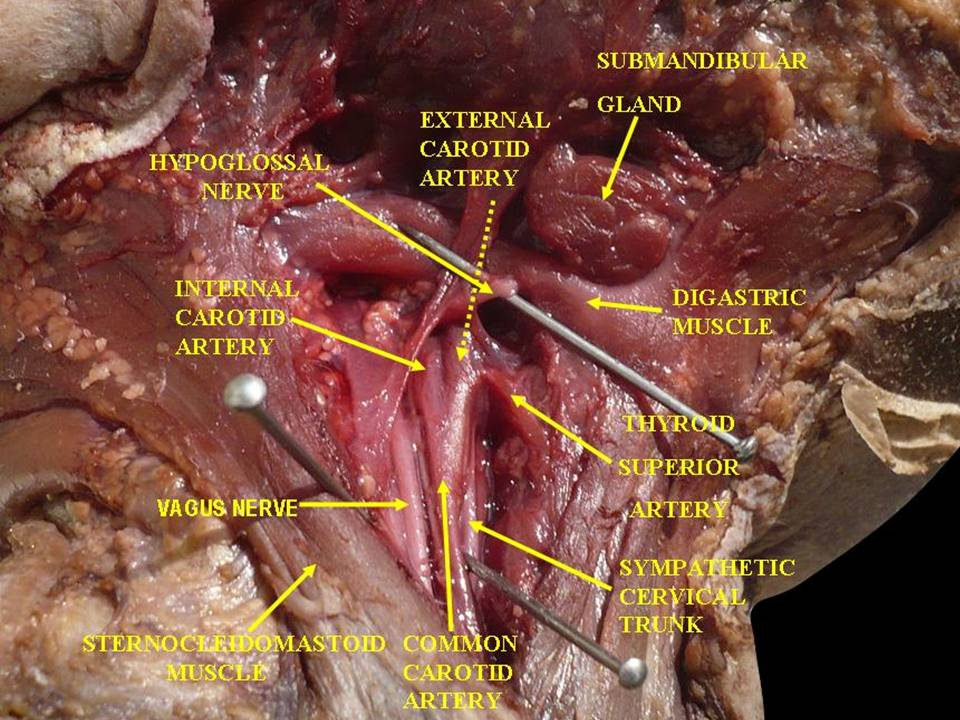
Cơ, động mạch và thần kinh của cổ.Newborn dissection.
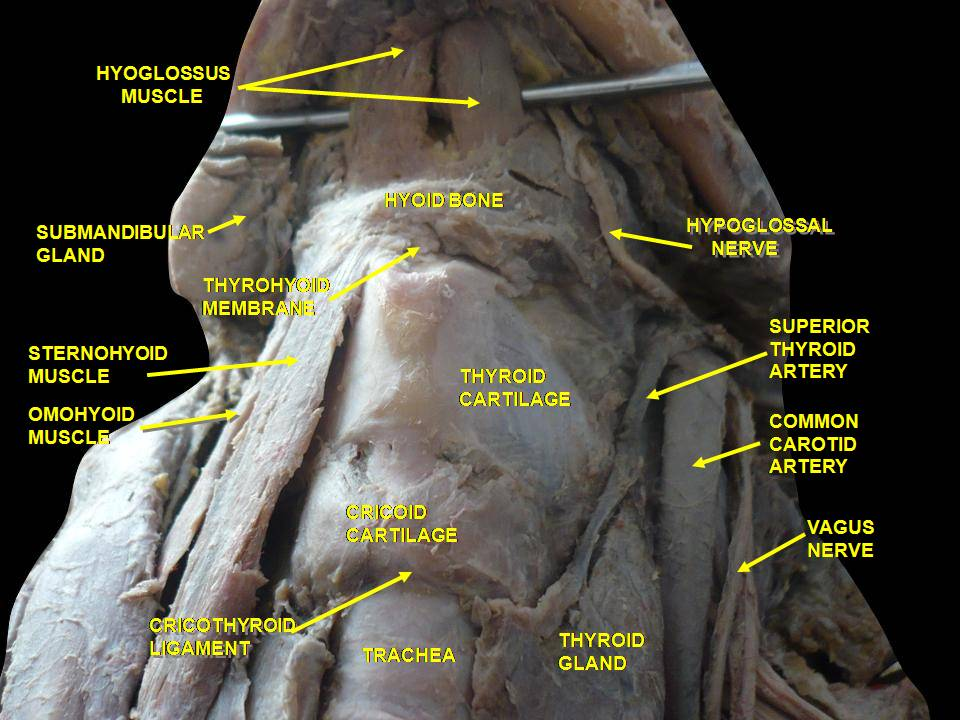
Muscles, nerves and arteries of neck.Deep dissection. Anterior view.